# Callistethus sulcipennis
Callistethus sulcipennis är en skalbaggsart som beskrevs av François Louis Nompar de Caumont de Laporte 1840. Callistethus sulcipennis ingår i släktet Callistethus och familjen Rutelidae. Inga underarter finns listade.